# Вебліографія
Вебліографія (англ. webliography), веббібліографія або вебографія — вид бібліографічної діяльності, що забезпечує облік та впорядкування різноманітних електронних ресурсів інтернету з метою полегшення інформаційно-пошукової діяльності користувачів.
Результатами вебліографічної діяльності є вебліографічні посібники різних типів і видів. Вони поширені в електронному форматі на сайтах бібліотек (у форматах html, doc, pdf тощо) та/або у друкованому виданні і містять  описи електронних ресурсів віддаленого доступу, згрупованих за певними ознаками. Зазвичай, опис інтернет-ресурсу містить гіпертекстову назву та/або електронну адресу ресурсу.
В Україні центрами вебліографії є провідні бібліотеки, значний внесок у її розвиток такожь здійснюють бібліотеки для дітей та юнацтва. Корисні фахові вебліографічні ресурси пропонують і бібліотеки закладів вищої освіти.
Інформація про вже створені веббібліографічні посібники становить предмет метавеббібліографії.

## Історія
Термін «вебліографія» англійською мовою вперше вжили американські бібліотекарі в 1990 році у газеті «Нью-Йорк Таймс». Від середини 1990-х років його застосовують європейські бібліотекарі, а в бібліотечному середовищі пострадянського простору його вживають з початку 21 сторіччя. Іноді також термін «вебліографія» застосовують для позначення списків інтернет-ресурсів, тобто ототожнюють вид діяльності та її результату.
Першими нормативними документами, що регламентують бібліографічний опис і каталогізування електронних ресурсів, стали «ISBD (ER): International Standard Bibliographic Description for Electronic Resources», виданий ІФЛА у 1997 році, та стандарт метаданих Dublin Core, ініційований у 1995 році OCLC (Online Computer Library Center, Inc). У березні 2003 році Міжнародною організацією стандартів ISO було затверджено фінальний текст документа ISO 15836 «Information and documentation – The Dublin Core Metadata Element Set», за яким набір елементів Дублінського ядра метаданих затверджено в якості міжнародного стандарту.
Опис інтернет-ресурсу в Україні регламентує міждержавний стандарт ГОСТ 7.82–2001 «Библиографическая запись. Библиографическое описание электронных ресурсов. Общие требования и правила составления».

## Критика
УБЕ зазначає, що вебліографічна діяльність є новим і перспективним напрямом загальної бібліографічної діяльності бібліотек. Її характеризують як неузгоджену, з відсутньою координацією, дублюванням інформації при створенні вебліографічних джерел тощо. «Значна кількість вебліографічних посібників, виявлених в українському сегменті бібліотечного інтернет-середовища, зворотно пропорційна якості відображеної в них інформації». Відзначають типові недоліки: відсутність попередньої редакційно-видавничої підготовки вебліографічних посібників, нестандартизовані бібліографічні описи електронних документів, неактуальні чи помилкові вебадреси.